# Muse (Pennsylvanie)
Pour les articles homonymes, voir Muse.
Muse est une census-designated place du comté de Washington, dans le Commonwealth de Pennsylvanie, aux États-Unis. Sa population s’élevait à 2 504 habitants lors du recensement de 2010.

## Démographie
| Groupe            | Muse | Pennsylvanie | États-Unis |
| ----------------- | ---- | ------------ | ---------- |
| Blancs            | 96,5 | 81,9         | 72,4       |
| Afro-Américains   | 1,4  | 10,9         | 12,6       |
| Asiatiques        | 1,0  | 2,8          | 4,8        |
| Métis             | 0,9  | 1,9          | 2,9        |
| Amérindiens       | 0,2  | 0,2          | 0,9        |
| Autres            | 0,1  | 2,4          | 6,2        |
| Total             | 100  | 100          | 100        |
|                   |      |              |            |
| Latino-Américains | 0,6  | 5,7          | 16,7       |

Selon l'American Community Survey, pour la période 2011-2015, 97,22 % de la population âgée de plus de 5 ans déclare parler l'anglais à la maison, 2,42 % déclare parler l'espagnol et 0,37 % l'italien.